# Batna
Batna o Bâtnah (in berbero: Tbatent, ⵜⴱⴰⵜⴻⵏⵜ, in arabo باتنة‎?) è una città dell'Algeria settentrionale, la principale della provincia di Batna (o Wilaya di Batna), che con 285 800 abitanti (dati del 2004) è la quinta provincia più grande del paese. Inoltre è una delle principali città dell'area Chaoui ed è considerata capitale della regione montuosa dell'Aurès.

## Storia
La città fu fondata come presidio militare dai francesi nel 1844, con lo strategico compito di creare un accesso permanente e sorvegliato alla principale strada in direzione del Sahara. Geograficamente si trova su di un passo naturale sui monti dell'Atlante. I romani, nella prima fase della loro invasione, non trovarono questo passaggio. Negli ultimi 15 anni la città si è molto sviluppata. Molti centri commerciali, case ed appartamenti sono stati costruiti in questo periodo. A 35 chilometri della città si trovano le rovine di Timgad, colonia romana, notevole l'arco di Traiano.

## Geografia fisica
Batna si trova nella parte nord orientale dell'Algeria, non distante da Costantina e dal confine con la Tunisia.
La città presenta una varietà di architetture orientali ed occidentali, tutte permeate dello stile algerino. La città è nota come la Città del riposo a causa dell'ambiente calmo e tranquillo, che riflette l'indole dei suoi abitanti.

## Attività culturali
L'attività sportiva si svolge principalmente nello stadio Stade du premier Novembre e nello Stadio Seffouhi Stadium, utilizzato anche per festival. Altre attività culturali si svolgono nella Casa della cultura, vicino alla prefettura, che si affianca al Centro Culturale Islamico, nel cuore della città, e all'Ostello della Gioventù.

## Infrastrutture e trasporti
La città è servita dall'aeroporto di Batna, intitolato al rivoluzionario algerino Mostefa Ben Boulaïd, situato a 35 km a nord dell'abitato ed utilizzato anche per voli internazionali